# Yvetot
Yvetot är en kommun i departementet Seine-Maritime i regionen Normandie i norra Frankrike. Kommunen ligger i kantonen Yvetot som tillhör arrondissementet Rouen. År 2022 hade Yvetot 11 548 invånare.

## Befolkningsutveckling
Antalet invånare i kommunen Yvetot
| Referens: INSEE |